# Dongliao He
Dongliao He (kinesiska: 东辽河) är ett vattendrag i Kina. Det ligger i den nordöstra delen av landet, 700 km nordost om huvudstaden Peking.